# Tiffany Thornton
Tiffany Dawn Thornton (College Station, Texas; 14 de febrero de 1986) es una actriz retirada, personalidad de radio y cantante estadounidense, más conocida por su papel de Tawni Hart en las series originales de Disney Channel, Sonny With a Chance y So Random!. Ha participado en diversas series de televisión, como Desperate Housewives, The O. C., Hannah Montana y Wizards of Waverly Place, entre otros.

## Vida personal
Se comprometió con su novio Christopher Carney, un funcionario del tribunal, en diciembre de 2009. Se casaron el 12 de noviembre de 2011 en los Jardines del Bosque Garvan. Su primer hijo, Kenneth James Carney, nació el 14 de agosto de 2012. El 1 de marzo de 2014 nació su segundo hijo, Brentley Cash Carney. El 4 de diciembre de 2015..
El 7 de octubre de 2017, se volvió a casar, esta vez con Josiah Capaci, un pastor juvenil. Su primera hija en común, Juliet Joy, nació el 9 de noviembre de 2018. Su segunda hija, Kimber Jo, nació el 21 de julio de 2021.

## Filmografía
| Año       | Título                                        | Personaje             | Notas                                                                              |
| --------- | --------------------------------------------- | --------------------- | ---------------------------------------------------------------------------------- |
| 2004      | Quintuplets                                   | Stacy                 | Episodio piloto                                                                    |
| 2004      | 8 Simple Rules for Dating My Teenage Daughter | Marni                 | Episodio: "Car Trouble?"                                                           |
| 2005      | American Dreams                               | Tonya                 | Episodios: "Truth Be Told" y "Home Again"                                          |
| 2005      | The O. C.                                     | Ashley                | Episodios: "The Shape of Things to Come", "The Disconnect" y "The Safe Harbor"     |
| 2006      | Desperate Housewives                          | Barbie                | Episodio: "No One Is Alone"                                                        |
| 2006      | That's So Suite Life of Hannah Montana        | Tyler Spark           | Crossover                                                                          |
| 2006      | Jericho                                       | Stephanie Lancaster   | Episodio piloto                                                                    |
| 2007      | Hannah Montana                                | Becky                 | Episodios: "Get Down, Study-udy-udy" y "Yet Another Side of Me"                    |
| 2007      | Wizards of Waverly Place                      | Susan                 | Episodio: "Movies"                                                                 |
| 2007      | Hall on Earth                                 | Felicia               | Película de Televisión                                                             |
| 2008      | Totally New Year 2008                         | Ella misma            |                                                                                    |
| 2009-2011 | Sonny With a Chance                           | Tawni Hart            | Protagonista                                                                       |
| 2009      | Hatching Pete                                 | Jamie                 |                                                                                    |
| 2009      | Leo Little's Big Show                         | Ella misma            | Hatching Pete y Dadnapped, Episodio doble "Sonny With a Chance: Sonny's Big Break" |
| 2010      | Fish Hooks                                    | Doris Flores Gorgeous | Episodio: "Doris Flores Gorgeous"                                                  |
| 2010      | Kick Buttowski: Suburban Daredevil            | Teena Sometimes (voz) | 1 episodio: "And... Action!"                                                       |
| 2011-2012 | So Random!                                    | Tawni Hart            | Protagonista                                                                       |
| 2011      | Disney's Friends for Change Games             | —                     | Coanfitriona                                                                       |
| 2011      | Pixie Hollow Games                            | Glimmer               | Voz                                                                                |
| 2011      | PrankStars                                    | —                     | Episode: "Stick It To Me"                                                          |
| 2012      | Game Change                                   | Meghan McCain         |                                                                                    |
| 2012      | Doc McStuffins                                | Xyla                  | Episode: "Gulpy Gulpy Gators!/One Note Wonder"                                     |
| 2014-2015 | Muertoons                                     | Lupita                | Rol principal de voz                                                               |

## Discografía

### Bandas sonoras
| Año  | Canción                           | Álbum                             | Notas                    |
| ---- | --------------------------------- | --------------------------------- | ------------------------ |
| 2009 | "Let It Go" (con Mitchel Musso)   | Disney Channel Playlist           |                          |
| 2009 | "Some Day My Prince Will Come"    | Snow White and the Seven Dwarfs   | Edición Platino DVD      |
| 2009 | "Magic Mirror"                    | Tinker Bell and the Lost Treasure |                          |
| 2009 | "I Believe" (con Kermit the Frog) | Studio DC Almost Live             |                          |
| 2010 | "If I Never Knew You"             | DisneyMania 7                     | De Pocahontas            |
| 2010 | "Kiss Me"                         | Sonny With a Chance               | Banda sonora de la serie |
| 2010 | "Sure Feels Like Love"            | Sonny With a Chance               | Banda sonora de la serie |
| 2011 | "Gift of Grammar"                 | Gift of Grammar - Single          |                          |
| 2012 | "Bring Love to Me"                | Grafted                           |                          |
| 2014 | "Spotlight" (con Ashton Taylor)   | Fun In The Sun                    | Última canción           |

Videos musicales
- 2008: "La La Land" (cameo; video de Demi Lovato)
- 2009: "Let It Go" (con Mitchel Musso)
- 2009: "Some Day My Prince Will Come"
- 2009: "I Believe" (con Kermit the Frog)

## Premios y nominaciones
| Año  | Premio             | Categoría                         | Trabajo nominado    | Resultado |
| ---- | ------------------ | --------------------------------- | ------------------- | --------- |
| 2010 | Teen Choice Awards | Estrella de TV del verano - Mujer | Sonny With a Chance | Nominada  |